# 美国宪法第三条
《美国宪法》第三条确立了美国联邦政府的司法部门，明确了联邦法院的架构、职权范围与审理案件的权限。该条文不仅规定了最高法院的设立及其下属法院的可能存在，还界定了司法权力的适用范围，定义了叛国行为，并赋予国会相应的惩罚权。通过这一条，美国的司法体系获得了宪法基础，成为与立法、行政相并列的三大政府分支之一。
第一款规定，美国的司法权属于一个最高法院，并可设有由国会设立的下级法院。该款虽授权设立“下级法院”，但并不强制要求其存在。事实上，美国历史上的首批联邦下级法院是在1789年《司法法案》通过后设立的。根据第一款的规定，联邦法官不设任期限制，任职期间其薪资不得被削减，旨在保障司法独立。第三条未设定最高法院的具体人数或法官职务结构，然而，根据第一条的规定，首席大法官一职的设立已有法律依据。与第一条和第二条的“授权条款”相互配合，第三条的“授权条款”同样体现了三权分立原则，在制度层面确保立法、行政与司法三者彼此独立又互相制衡。
第二款进一步明确了联邦司法权的范围，确立了联邦法院只能审理真实争议与实际案件，不得审理假设性问题或不具法律意义的抽象争议。这一原则意味着联邦法院的司法权受限于当事人资格、审判价值以及是否具备审判成熟性等司法门槛。根据第二款，联邦司法权适用于《宪法》所涉及的案件、联邦法律与条约所引发的争议、州与外国政府之间的冲突、多个州之间的法律纠纷等领域。在涉及大使、公使、领事或某一州为当事方的案件中，最高法院拥有初审权，即案件可直接向其起诉。至于其他联邦司法权限所涵盖的案件，最高法院则享有上诉管辖权。该款同时赋予国会权力，可对最高法院的上诉管辖权加以限制或修订，显示司法权虽相对独立，仍须在宪法结构内运作。此外，第二款还规定，所有联邦刑事案件必须由陪审团审理，从而保障被告的正当程序权利。虽然第三条并未明文赋予联邦法院司法审查的权力，但自1803年马伯里诉麦迪逊案（Marbury v. Madison）判决以来，最高法院即确立并行使了这一权力，即有权判定法律或行政行为是否违宪，从而确立司法在宪政秩序中的核心地位。
第三款则对叛国行为作出定义，并规定其惩处方式。根据该款规定，叛国行为仅限于对美利坚合众国发动战争，或提供敌人援助与庇护。欲定罪为叛国，必须有两名证人对同一叛国行为作证，或被告本人在法庭公开认罪。此一高标准旨在避免政府以模糊指控进行政治迫害。此外，第三款也限制国会对叛国罪的惩罚范围，禁止实施株连，即不得对被定罪者的亲属或后代施加刑罚或剥夺其财产。

## 第一款：联邦法院
第一款确立联邦政府司法权属于联邦法院，要求建立一个联邦最高法院，并允许再设立下级法院，要求法官任职内行为端正即任期不受限制，并且其在职期间报酬数额不能减少（但没有限制增加）。
The judicial Power of the United States, shall be vested in one supreme Court, and in such inferior Courts as the Congress may from time to time ordain and establish. The Judges, both of the supreme and inferior Courts, shall hold their Offices during good Behavior, and shall, at stated Times, receive for their Services a Compensation which shall not be diminished during their Continuance in Office.
- 译文：合众国的司法权，属于最高法院和国会不时规定和设立的下级法院。最高法院和下级法院的法官如行为端正，得继续任职，并应在规定的时间得到服务报酬，此项报酬在他们继续任职期间不得减少[1][2]。

### 法院数量
第一款只明确要求建立一个联邦最高法院，但并没有规定其中应该有多少名大法官。同时在宪法第一条第三款第6节中有提及应该有一名“首席大法官”：“合众国总统受审时，最高法院首席大法官主持审判。”之后国会通过立法规定了大法官的人数，目前这一数字为9人：一位首席大法官和八位大法官。值得补充的是，首席大法官和其他大法官之间，并没有任何上下级的关系，也不存在升迁或降级的说法，首席大法官只起召集作用。
曾有不少人建议将联邦最高法院分为多个分支，但都没有得到采纳。
联邦最高法院是宪法中规定要设立的唯一一个联邦法院，在美利坚合众国制宪会议期间，曾有人提议将联邦最高法院作为唯一的一个联邦法院，其同时拥有初审和上诉管辖权，主要审理来自各州法院的上诉，不过这样的建议也没有得到采纳。最终通过的宪法第一条第八款规定：“国会有权……设立低于最高法院的法院”，所以国会就既可以根据宪法第一条第八款来设立下级法院，也可以通过第三条第一款来设立。其中后者是由立法部门通过《1789年司法条例》而建立的，包括联邦地区法院、联邦上诉法院等，也称“宪法法院”，而前者则主要包括联邦税收法院，也称“立法法院”。不过值得注意的是，只是根据第三条设立的“宪法法院”才拥有司法权，因此能够对监管机构的决定进行审查也只有这些法院。

### 任期
宪法规定所有法官“如行为端正，得继续任职”，其中的“行为端正”意味着法官任职没有限制，可以终身任职，除非他主动选择辞职或退休。当然，法官也可能因为受国会弹劾而下台，美国至今共有14位法官因为受到弹劾而离职（见美利坚合众国弹劾。另外还有三位法官，分别是马克·W·德拉海、乔治·W·英格里希和塞缪尔·B·肯特，他们宁愿选择直接辞职，而不愿面对弹劾程序。

## 第二款：司法权适用和管辖范围，陪审制
第二款规定了司法权的适用范围和联邦最高法院的具体管辖范围，如哪一些类型案件可以接受初审，哪一些类型案件只能接受上诉审理。此外这一款也规定除弹劾案外，任何犯罪案件都应该由陪审团审判。
The judicial Power shall extend to all Cases, in Law and Equity, arising under this Constitution, the Laws of the United States, and Treaties made, or which shall be made, under their Authority;—to all Cases affecting Ambassadors, other public Ministers and Consuls;—to all Cases of admiralty and maritime Jurisdiction;—to Controversies to which the United States shall be a Party;—to Controversies between two or more States;—between a State and Citizens of another State;—between Citizens of different States;—between Citizens of the same State claiming Lands under Grants of different States, and between a State, or the Citizens thereof, and foreign States, Citizens or Subjects.
In all Cases affecting Ambassadors, other public Ministers and Consuls, and those in which a State shall be Party, the supreme Court shall have original Jurisdiction. In all the other Cases before mentioned, the supreme Court shall have appellate Jurisdiction, both as to Law and Fact, with such Exceptions, and under such Regulations as the Congress shall make.

Trial of all Crimes, except in Cases of Impeachment, shall be by Jury; and such Trial shall be held in the State where the said Crimes shall have been committed; but when not committed within any State, the Trial shall be at such Place or Places as the Congress may by Law have directed.
- 译文：司法权的适用范围包括：由于本宪法、合众国法律和根据合众国权力已缔结或将缔结的条约而产生的一切普通法和衡平法的案件；涉及大使、公使和领事的一切案件；关于海事法和海事管辖权的一切案件；合众国为一方当事人的诉讼；两个或两个以上州之间的诉讼；［一州和他州公民之间的诉讼；］（注十）不同州公民之间的诉讼；同州公民之间对不同州让与土地的所有权的诉讼；一州或其公民同外国或外国公民或国民之间的诉讼。

- 涉及大使、公使及领事以及一州为一方当事人的一切案件，最高法院具有第一审管辖权。对上述所有其他案件，不论法律方面还是事实方面，最高法院具有上诉审管辖权，但须依照国会所规定的例外和规章。

- 除弹劾案外，一切犯罪由陪审团审判；此种审判应在犯罪发生的州内举行；但如犯罪不发生在任何一州之内，审判应在国会以法律规定的一个或几个地点举行[1][2]。

### 第十一条修正案与州主权豁免
在奇泽姆诉乔治亚州案（2 U.S. (Dallas 2) 419 (1793)）中，联邦最高法院裁定，由于宪法第三条中给予最高法院司法管辖权，因此各州并不能从公民的起诉中给予豁免。这导致之后国会在1794年3月4日提出了美利坚合众国宪法第十一条修正案，并于1795年2月7日得到足够数量州的批准而开始生效，该修正案推翻了这一判决，来防止各州被别州公民在联邦法院起诉。

### 司法审查权

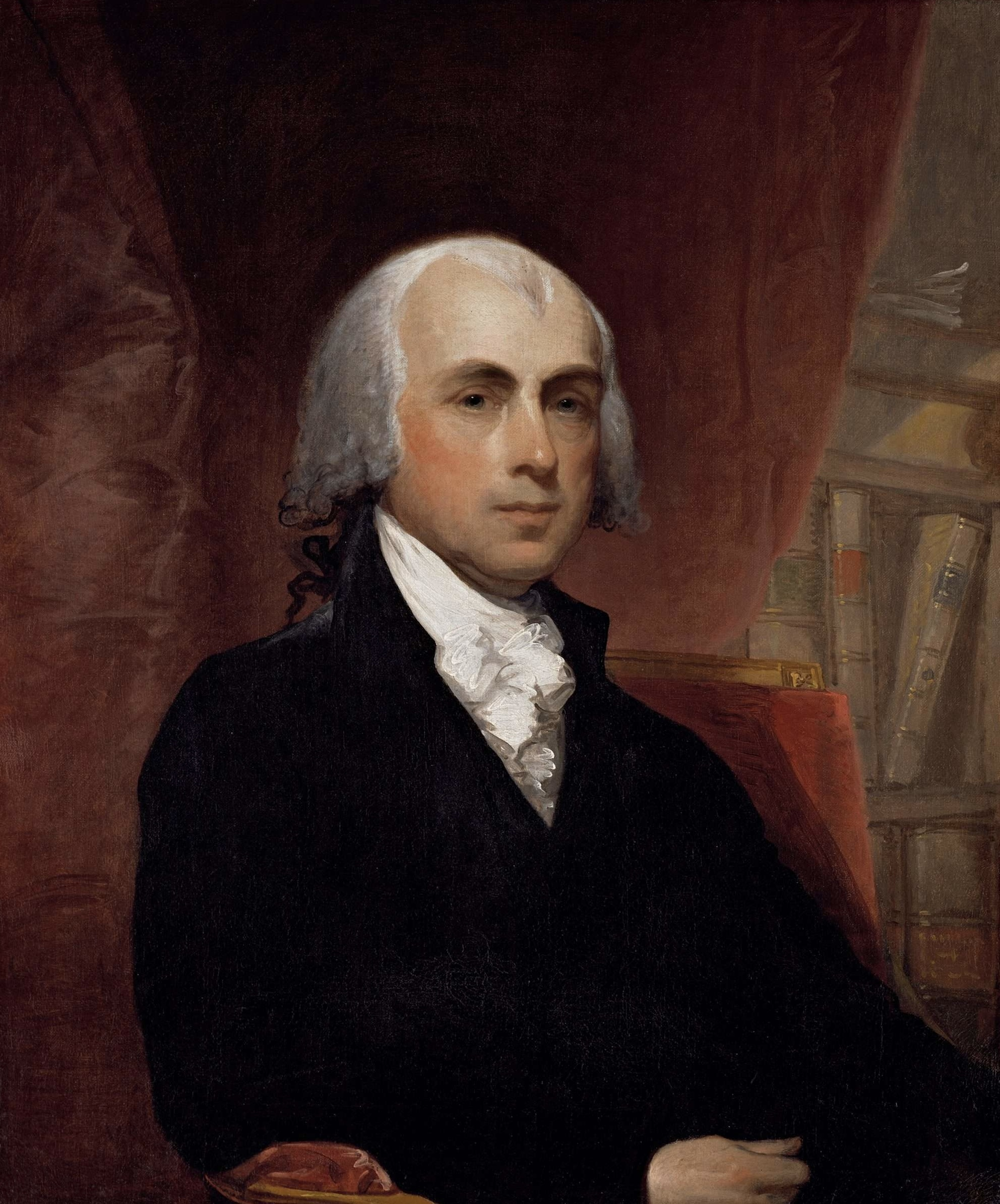
国务卿詹姆斯·麦迪逊在马伯利诉麦迪逊案中赢了官司，却让联邦最高法院从此拥有了司法审查权

### 陪审制
第三条第二款规定除弹劾案外，任何犯罪案件均需由陪审团审判，除非被告放弃这一权力。并且审判必须在犯罪行为所发生的州内进行，如果犯罪行为并非发生在任何一个州中，则在立法部门另行规定的地点进行。
美利坚合众国宪法第六条修正案中也有着类似的规定：刑事诉讼必须“由犯罪行为发生地的州和地区的公正陪审团”进行。
参议院独自拥有审判一切弹劾案的权力。

## 第三款：叛国罪
第三款限定了叛国罪的定罪标准和程序，并限定了相应惩罚的许可范围。
Treason against the United States, shall consist only in levying War against them, or in adhering to their Enemies, giving them Aid and Comfort. No Person shall be convicted of Treason unless on the Testimony of two Witnesses to the same overt Act, or on Confession in open Court.

The Congress shall have Power to declare the Punishment of Treason, but no Attainder of Treason shall work Corruption of Blood, or Forfeiture except during the Life of the Person attainted.
- 译文：对合众国的叛国罪只限于同合众国作战，或依附其敌人，给予其敌人以帮助和鼓励。无论何人，除根据两个证人对同一明显行为的作证或本人在公开法庭上的供认，不得被定为叛国罪。
- 国会有权宣告对叛国罪的惩罚，但因叛国罪而剥夺公民权，不得造成血统玷污，除非在被剥夺者已不在世，否则也不得没收其财产[1][2]。